# Paul Pender
Paul Pender (* 20. Juni 1930 in Brookline, Massachusetts; † 12. Januar 2003 in Bedford, Massachusetts) war ein US-amerikanischer Boxer. Er war Weltmeister der Berufsboxer im Mittelgewicht.

## Werdegang
Paul Pender, irischer Abstammung, wuchs in Brookline, Massachusetts auf und besuchte dort die Brookline High School. Schon während seiner Schulzeit war er sehr sportlich. Er spielte American Football und boxte. Beides sehr gut. Er machte 1949 seinen Abschluss an der High School und wurde im gleichen Jahr als Amateurboxer Meister von New England im Weltergewicht.
Nach seiner Schulzeit hatte er Angebote als Footballspieler von der Michigan State University und von der Pennsylvania State University. Er entschied sich aber für das Berufsboxen. Sicherheitshalber fuhr er zu Beginn seiner Boxerlaufbahn aber zweigleisig, denn er trat zum Broterwerb gleichzeitig in die Feuerwehr von Brookline ein. In den ersten 21 Kämpfen seiner Laufbahn in den Jahren 1949 und 1950 blieb er, meist in Boston, Mass., kämpfend, ungeschlagen. Seine erste Niederlage musste er am 11. Dezember 1950 in Boston gegen den zur erweiterten ersten US-amerikanischen Spitzenklasse jener Jahre zählenden Normann Hayes hinnehmen. In der am 8. Januar 1951 in Boston stattfindenden Revanchebegegnung dieser beiden Boxer siegte Paul Pender durch KO in der 7. Runde und hatte damit einen Sieg erzielt, der auch außerhalb von Massachusetts von der amerikanischen Boxszene wahrgenommen wurde.
Allerdings folgten recht bald zwei böse Rückschläge, denn Paul Pender verlor am 30. April 1951 in Boston gegen Gene Hairston durch KO in der 3. Runde und am 3. März 1952 gegen Jimmy Beau ebenfalls durch KO in der 5. Runde. Hairston war allerdings ein Mann der absoluten US-amerikanischen Spitzenklasse jener Jahre, der schon einen Sieg über den Weltmeister im Weltergewicht Kid Gavilán zu verzeichnen hatte.
Nach dem Kampf gegen Jimmy Beau trat Paul Pender in die US-Army ein und diente bei den Marines. Er war dabei auch längere Zeit in Korea im Kriegseinsatz. 1954 wurde er aus der Armee entlassen und bestritt am 3. August 1954 in Boston seinen nächsten Profikampf. Er besiegte dabei Larry Villeneuve nach Punkten. Am 6. Januar 1955 gelang ihm dann in Boston der bis dahin wichtigste Sieg seiner Laufbahn. Er schlug Freddie Mack durch techn. KO in der 4. Runde und hatte sich damit einen Spitzenplatz in der US-amerikanischen Rangliste der Mittelgewichtler erkämpft.
Am 14. Februar 1955 kämpfte er in New York gegen Gene Fullmer und unterlag diesem nach 10 Runden nach Punkten. Dieser Gene Fullmer sollte anderthalb Jahre später Weltmeister Sugar Ray Robinson als Mittelgewichts-Weltmeister entthronen. In den nächsten fünf Jahren boxte Paul Pender insgesamt nur zehnmal. Er gewann aber alle zehn Kämpfe und hatte sich so das Herausforderungsrecht an Sugar Ray Robinson erkämpft, der inzwischen wieder Weltmeister geworden war. Der Kampf Robinson gegen Pender fand am 22. Januar 1960 in Boston statt und Paul Pender schaffte das schier unmögliche, er besiegte Robinson nach 15 Runden mit 2:1 Richterstimmen nach Punkten. Er war damit neuer Weltmeister im Mittelgewicht.
Seine erste Titelverteidigung fand am 10. Juni 1960 in Boston statt. Erneut stand Paul Pender dabei Sugar Ray Robinson gegenüber und erneut gewann er mit 2:1 Richterstimmen. Am 14. Januar 1961 besiegte er dann in Boston auch den englischen Herausforderer Terry Downes, der nach zwei Niederschlägen in der 7. Runde gestoppt wurde. Auch gegen den ehemaligen Weltmeister im Weltergewicht Carmen Basilio, der in das Mittelgewicht aufgerückt war, gewann Paul Pender am 22. April 1961 in Boston nach 15 Runden nach Punkten. Am 11. Juli 1961 verlor er dann seinen Titel in London an Terry Downes. Paul Pender trat zu diesem Kampf mit einer nicht ganz ausgeheilten Handverletzung an, die sich im Laufe des Kampfes so stark bemerkbar machte, dass er sich nicht mehr wirkungsvoll verteidigen konnte und in der 7. Runde aus dem Kampf genommen werden musste.
Der dritte Kampf gegen Downes, bei dem es wiederum um die Weltmeisterschaft im Mittelgewicht ging, fand am 7. April 1962 in Boston statt. Paul Pender, gesundheitlich wieder hergestellt, gelang dabei ein Punktsieg und der erneute Gewinn des Weltmeistertitels.
Zu Beginn des Jahres 1963 wurde Paul Pender der Weltmeistertitel von der New Yorker Box Kommission entzogen, weil er diesen wegen erneut auftretender Verletzungsprobleme an seiner Schlaghand nicht fristgerecht gegen den Nigerianer Dick Tiger verteidigen konnte. Im Berufungsverfahren wurde ihm der Titel aber wieder zugesprochen. Allerdings war dies ein Pyrrhussieg für Paul Pender, denn er konnte wegen seiner Handverletzung nicht mehr boxen und trat daraufhin noch 1963 zurück.
Paul Pender verlor in seiner Karriere nur sechs Kämpfe. Er war, abgesehen von den Verletzungsproblemen gegen Ende seiner Laufbahn, ein ungemein zuverlässiger und zielstrebiger Boxer, der sich durch ungeheuren Trainingsfleiß im Laufe der Jahre bis zum Weltmeistertitel empor kämpfte. Seine Siege über Sugar Ray Robinson, Carmen Basilio und Terry Downes waren der Höhepunkt seiner Laufbahn.

## Nach dem Boxen
Paul Pender war ein sehr bodenständiger Mensch. Er blieb auch nach seiner Karriere in Brookline bei Boston und arbeitete zunächst an der Bostoner Universität. Später gründete er eine Sicherheitsfirma und war auch als Kommunalpolitiker tätig. Nach seinem Tod wurde sein Gehirn neuropathologisch untersucht und die Krankheit Dementia pugilistica festgestellt.